# 백남신
백남신(白南信, 1858년 12월 19일 ~ 1920년 3월 16일)은 대한제국과 일제강점기의 친일파 부호로 본명은 낙신(樂信), 본관은 수원이다. 족보에는 남신이란 이름에 대해 고종이 동학농민운동 진압 이후 삼남(三南)을 맡길 만하다는 이유로 내린 것으로 기록되어 있으나, 그 외의 기록에서는 나타난 바가 없다.

## 생애
정국공신(靖國功臣) 정해군(貞海君) 백수장(白壽長)의 후손으로 생부인 백진수(白晋洙)의 12촌인 족숙 백현수(白顯洙)가 승지(承旨)를 지내고 죽자 일찍이 홀로 된 부인 정씨(鄭氏)에게 양자로 보내졌다.
1893년에 무과에 급제하고, 육군 부령(陸軍副領)을 지냈다. 1897년에 궁내부 영선사 주사에 임명되어 대궐에서 소용되는 물품의 구입을 담당하였고, 전주 진위대의 향관을 겸하여 군량 및 군수물자를 조달하였다. 1902년에는 궁내부 내장원의 전라도 검세관에 임명되어 탁지부에서 내장원에 외획한 결세전을 징수하여 이를 사고팔아 서울로 운송하는 일을 맡았다.
이와 같은 활동을 통해 상당한 부를 축적하고, 토지를 매입하거나 사채업에 이용하였으며 관직에서 물러난 1905년 이후에는 농장 형태의 농업 경영을 통해 전라도의 부호로 성장하였다. 1908년에는 동양척식주식회사 설립에 전라북도 대표 2명 중 한사람으로 임명되었다. 한일 병합 조약 체결 이후, 일본에 대해 적극적인 협조를 보였다. 1918년에 일본이 시베리아로 출병했을 때 벼 4천 석을 군용 미로 헌납하여 조선총독부로부터 6등 훈장을 수여받았으며, 전북의 친일단체 전북 자성
회의 회장으로 추대되기도 했다. 고종이 재위했을 때에는 해마다 5만 냥 상당의 부채 3만 자루를 궁으로 보냈으며, 관직에서 물러난 이후에도 보냈다는 이야기가 전한다.

## 사후
2006년 친일반민족행위진상규명위원회에서 발표한 친일반민족행위 106인 명단에 아들 백인기와 함께 포함되었다. 2008년 민족문제연구소가 친일인명사전에 수록하기 위해 정리한 친일인명사전 수록예정자 명단의 경제 부문에도 들어 있다.

## 가족관계
- 생조부 : 백규방(白奎邦, 1802년 ~ ?) 일명 방진(邦鎭)
  - 생부 : 백진수(白晋洙)
  - 생모 : 최씨(崔氏)
- 양조부 : 백판진(白判鎭) 일명 치언(致彦)
  - 양부 : 백현수(白顯洙) 승지(承旨), 생부의 12촌
  - 양모 : 정씨(鄭氏)
    - 아들 : 백인기(白寅基, 1882년 ~ 1942년) 친일파
    - 자부 : 이윤성(李潤成, 1884년 ~ 1956년) 전주 이씨(全州李氏) 이재한(李在漢)의 3녀
      - 손자 : 백명곤(白命坤, ~ 1942년)
        - 증손자 : 백윤승(白鈗勝) 의료인(醫療人)

## 참고자료
- 친일반민족행위진상규명위원회 (2006년 12월). 〈백남신〉 (PDF). 《2006년도 조사보고서 II - 친일반민족행위결정이유서》. 서울. 565~572쪽쪽. 발간등록번호 11-1560010-0000002-10. 2007년 10월 8일에 원본 문서 (PDF)에서 보존된 문서. 2007년 6월 25일에 확인함.